# Главоноги
Главоногите (Cephalopoda) са най-сложно устроените мекотели. Те са предимно морски обитатели с двустранно-симетрично тяло, което е ясно разделено на глава и туловище. Кракът е видоизменен и участва в образуването на околоустните пипала и фунийката (на латински: infundibulum – орган за движение). Броят на пипалата е 8, 10 и до 90. При животните с 10 пипала (от Decapoda) 2 от тях са по-дълги. При някои представители (от клас Dibranchiata) по пипалата има вендузи.
Главоногите са изключително интелигентни животни. Най-известната група е: октоподи.

## Устройство на тялото
Само при главоногите от всички безгръбначни животни се наблюдава хрущялна капсула, в която е разположен главният мозък, но се наблюдава също така и редукция или цялостна липса на черупка, характерна за останалите мекотели.

### Храносмилателна система
Храносмилателната система е сложно устроена. Състои се от уста, устна празнина, глътка, хранопровод, стомах, двуделен черен дроб, тънко черво, задно черво и анус. В задното черво се отваря и каналът на мастилената торбичка, която е изпълнена с тъмен пигмент. С негова помощ животното изпуска „тъмна завеса“, с която се предпазва от неприятели.

### Дихателна система
Дишат чрез един или два чифта хриле (ктенидии). Могат да дишат и чрез мантийната си празнина.

### Кръвоносна система
Кръвоносната система е също сложно устроена. При повечето тя е почти затворена. Сърцето има 1 камера и 2 или 4 предсърдия.

### Отделителна система
Имат два или четири бъбрека. Част от отделянето се извършва и в хрилете.

### Нервна система
Нервната система е силно развита. Състои се от мозък и периферна част.

### Сетивна система
Имат много развити сетивни органи – очите са почти като тези на гръбначните животни. Обонянието е силно развито (чрез органи – осфрадиуми).

### Полова система
Те са предимно разделнополови животни. Оплождането се извършва в мантийната празнина. Интересно в половата система е, че ролята на копулационен орган играе едно от пипалата, нарeчено хектокотил. При някои октоподи се наблюдава откъсване на съответното пипало и свободното му плуване до намиране на женска.

## Класификация
Подклас Nautiloidea
- Nautilida – Наутилуси

Подклас Coleoidea
- Sepiida
- Sepiolida
- Spirulida
- Teuthida – Калмари
- Octopoda – Октоподи
- Vampyromorphida